# Dominic Seiterle
Dominic Seiterle (født 4. september 1975 i Montreal) er en canadisk tidligere roer og olympisk guldvinder.
Seiterle blev i sine collegeår ramt af kræft i skjoldbruskkirtlen. Efter at være kommet sig over dette kom han med i den canadiske otter i 1997. Efter at have taget sin eksamen blev han mere seriøs med sin roning og roede i flere bådtyper. Ved OL 2000 stillede han op i dobbeltsculler sammen med Todd Hallett. Parret blev nummer fire i det indledende heat og nummer fire i opsamlingsheatet. De måtte derfor tage til takke med at ro i C-finalen, som de til gengæld vandt klart.
Efter OL i 2000 indstillede Seiterle sin elitekarriere for at koncentrere sig om sine studier. Han vedblev dog med at ro, og i 2003 roede han tværs over Lake Ontario for at samle penge ind til cancerforskning. Efter dette var han egentlig klar på at prøve at kvalificere sig til OL 2004, men kort inden deltagelsen i et World Cup-stævne blev han ramt af en blodinfektion, så roningen igen i en periode måtte sættes på pause.
I februar 2007 blev Seiterle kontaktet af træneren for otteren for at spørge, om han kunne tænke sig at komme med i projektet med at få den tidligere verdensmesterbåd tilbage på kursen igen. Seiterle indvilligede i dette, og i 2007 og 2008 vandt canadierne med Seiterle i båden alle de World Cup-løb, de stillede op i, samt VM i 2007.  De var derfor igen blandt favoritterne ved OL 2008 i Beijing. Den canadiske otter vandt da også sit indledende heat, og i finalen førte canadierne hele vejen, så de sluttede med et forspring til Storbritannien på over et sekund med USA på tredjepladsen. Udover Seiterle bestod bådens besætning af Kevin Light, Andrew Byrnes, Jake Wetzel, Malcolm Howard, Adam Kreek, Kyle Hamilton, Ben Rutledge og styrmand Brian Price – fem af bådens besætning var gengangere fra OL 2004. Canadierne blev dermed de første forsvarende verdensmestre, der vandt OL-guld, siden DDR gjorde det i 1979-1980.
Seiterle indstillede endeligt sin elitekarriere efter OL 2008.

## OL-medaljer
- 2008:  Guld i otter